# Partnuniella thermalis
Partnuniella thermalis är en kvalsterart som beskrevs av Viets 1938. Partnuniella thermalis ingår i släktet Partnuniella och familjen Protziidae. Inga underarter finns listade i Catalogue of Life.